# October Road
October Road è una serie televisiva statunitense prodotta dalla ABC dal 2007 al 2008.
La serie racconta le vicende di Nick Garrett (Bryan Greenberg, già in One Tree Hill), giovane scrittore affermato che per ritrovare l'ispirazione ritorna nella sua città natale di Knights Ridge, Massachusetts.
Il 13 maggio 2008, la ABC ha ufficialmente cancellato la serie dopo la fine della seconda stagione. I creatori hanno comunicato che avrebbero avuto il piacere di girare un episodio di 10 minuti circa per concludere le storie della serie, e che venisse incluso nel cofanetto in DVD della serie; il finale è stato poi girato con la sola defezione del personaggio di Owen (poiché l'attore era coinvolto nelle riprese di Lost), ed è ambientato 7 anni nel futuro rispetto all'ultimo episodio regolare prodotto. Il finale di 10 minuti è stato poi anche incluso nel cofanetto in DVD della seconda stagione della serie.

## Trama
1997. Nick Garrett è un adolescente che lascia la sua cittadina natale, Knights Ridge, per andare in Europa e trovare se stesso, lasciandosi alle spalle la sua ragazza Hannah, il suo migliore amico Eddie e la sua famiglia, formata da suo padre Bob "Il Comandante" Garrett e il piccolo fratello Ronnie. La sua lontananza da casa dovrebbe durare solo sei settimane...
2007. Nick è ora un famoso scrittore che vive a New York tra party esclusivi e stili di vita lussuosi, ma in vista del suo prossimo libro è preda del classico "blocco dello scrittore". Il suo editore, per farlo uscire da questo stato, lo convince a dedicarsi ad altro, e gli propone di tenere un seminario proprio nel college locale di Knights Ridge, dove non torna da esattamente dieci anni. L'iniziale entusiasmo del ragazzo si placa ben presto quando, ritornando in città, viene accolto freddamente dalla sua famiglia e dalla comunità. Hannah ora ha un figlio di quasi dieci anni, Sam (e vista la sua età, Nick inizia a chiedersi se potrebbe essere suo), mentre Eddie è arrabbiato per il fatto di essere stato abbandonato da solo a gestire il business di famiglia, e perché è stato dipinto come un pazzo in un romanzo di Nick dedicato alla sua vita a Knights Ridge; sensazione condivisa dal resto della città, che proprio non digerisce la propria descrizione data dal ragazzo nel libro. Nick capisce che ci sono delle cose da sistemare e decide di fermarsi a Knights Ridge; l'occasione si presenta quando scopre che Sam soffre di un'allergia alle noci come tutti i maschi della sua famiglia, e quindi cerca di ottenere un lavoro al college locale "The Doof" giustificando la sua "vacanza" con una crisi di nervi.
Inizia in questo modo la redenzione di Nick nei confronti di Knights Ridge e la ricerca della sua ispirazione perduta, in un viaggio emotivo tra passato e presente per sistemare i conti del passato e per trovare la felicità nel futuro.

## Episodi
| Stagione         | Episodi | Prima TV originale | Prima TV Italia |
| ---------------- | ------- | ------------------ | --------------- |
| Prima stagione   | 6       | 2007               | 2008            |
| Seconda stagione | 13      | 2007-2008          | 2008            |

## Personaggi e interpreti
- Nicholas "Nick" Garrett (stagioni 1-2), interpretato da Bryan Greenberg.
- Hannah Jane Daniels (stagioni 1-2), interpretata da Laura Prepon.
- Bob "Il Comandante" Garrett (stagioni 1-2), interpretato da Tom Berenger.
- Ray "Big Cat" Cataldo (stagioni 1-2), interpretato da Warren Christie.
- Owen Dennis Rowan (stagioni 1-2), interpretato da Brad William Henke.
- David "Ikey" Eichorn (stagioni 1-2), interpretato da Evan Jones.
- Phillip "Phil il Metafisico" Farmer (stagioni 1-2), interpretato da Jay Paulson.
- Sam Daniels (stagioni 1-2), interpretato da Slade Pearce.
- Eddie Latekka (stagioni 1-2), interpretato da Geoff Stults.
- Aubrey Diaz (stagioni 1-2), interpretata da Odette Yustman.
- Janet Edith "Il Pianeta" Meadows (stagioni 1-2), interpretata da Rebecca Field.
- Emily (stagioni 1-2), interpretata da Lindy Booth.
- Ronnie Garrett (stagioni 1-2), interpretato da Jonathan Murphy.